# St. Josef (Rheinfelden-Herten)

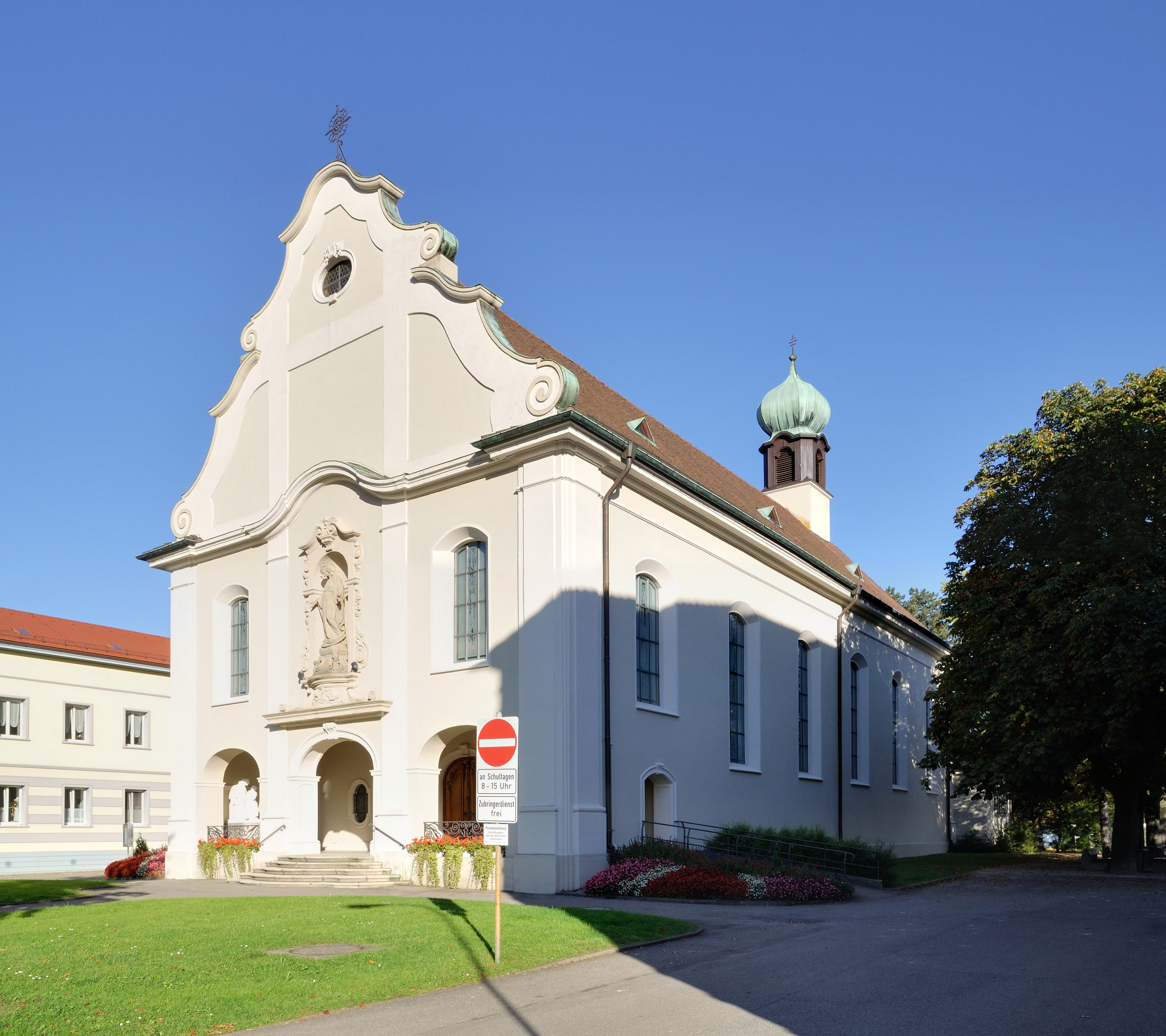
St. Josef in Herten

Die Josefskirche im Rheinfelder Stadtteil Herten ist ein römisch-katholisches Gotteshaus unter dem Patrozinium des Heiligen Josef. Als Anstaltskirche der Behindertenhilfe-Organisation Sankt Josefshaus, die auch namensgebend für die Kirche war, stellt sie keine Seelsorgeeinheit der Erzdiözese Freiburg dar. Der neobarocke Bau wurde 1928 bis 1929 errichtet.

## Geschichte
Die Pläne zur Errichtung einer eigenen Kirche für das Sankt Josefshaus gehen auf das Jahr 1914 zurück. Der Ausbruch des Ersten Weltkrieges verzögerte den Bau jedoch bis 1927. Unter Leitung des Rheinfelder Architekten Kern und dem Ingenieur Geis entstand in den Jahren 1928 bis 1929 eine rechteckige Saalkirche. Am 20. Oktober 1929 weihte sie der Freiburger Bischof Wilhelm Burger. Eine Renovierung 1965 verschaffte der Kirche ihr nüchternes Erscheinungsbild. Man hängte dazu auch die Bilder der Seitenaltäre und die Bilder der Kreuzwegstationen ab. Die Forderung nach Anschauung und Wärme während der Andacht und dem Gebet veranlasste die Hausleitung 1967, die Bilder wieder aufzuhängen. Im Jahr 2004 unterzog man das Kirchenbauwerk einer Generalsanierung und gestaltete den Kirchenraum neu.

## Beschreibung

### Kirchenbau

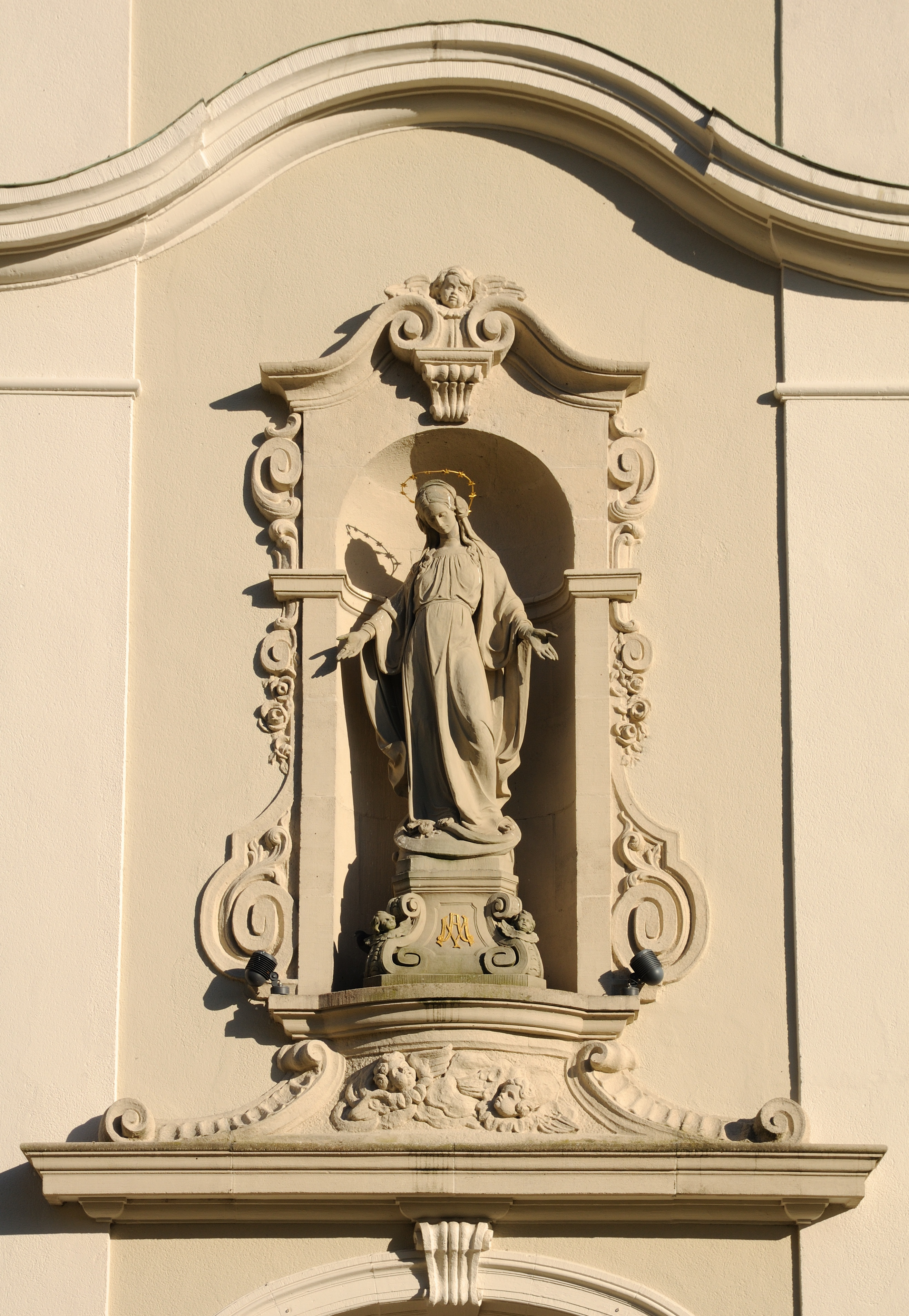
Marienstatue

Der rechteckige einschiffige Kirchenbau steht zurückversetzt von der Hauptstraße durch Herten. An der Westseite gelangt man über eine Vorhalle, die an der Fassade drei bogenförmigen Arkaden hat. In der Vorhalle befinden sich diverse Tafeln und eine auf einem Sockel stehende Statue von Karl Rolfus, dem Gründer des Sankt Josefshauses. An der rechten Seite führt eine Wendeltreppe zur Orgelempore.
Über den Arkadenöffnungen öffnet sich mittig eine Nische mit einer überlebensgroßen Madonnenstatue. Die geschwungenen und leicht verzierten Giebel entsprechen den Formen des sogenannten schwäbischen Barocks. Unterhalb der Spitze befindet sich ein ovales Ochsenauge. Das mit einem Satteldach gedeckte Langhaus trägt an seiner Spitze zur Westfassade ein schmiedeeisernes Kreuz.
Am östlichen Ende des Dachs erhebt sich über dem Dachfirst ein kleiner Glockenturm mit Zwiebelhaube.

### Ausstattung

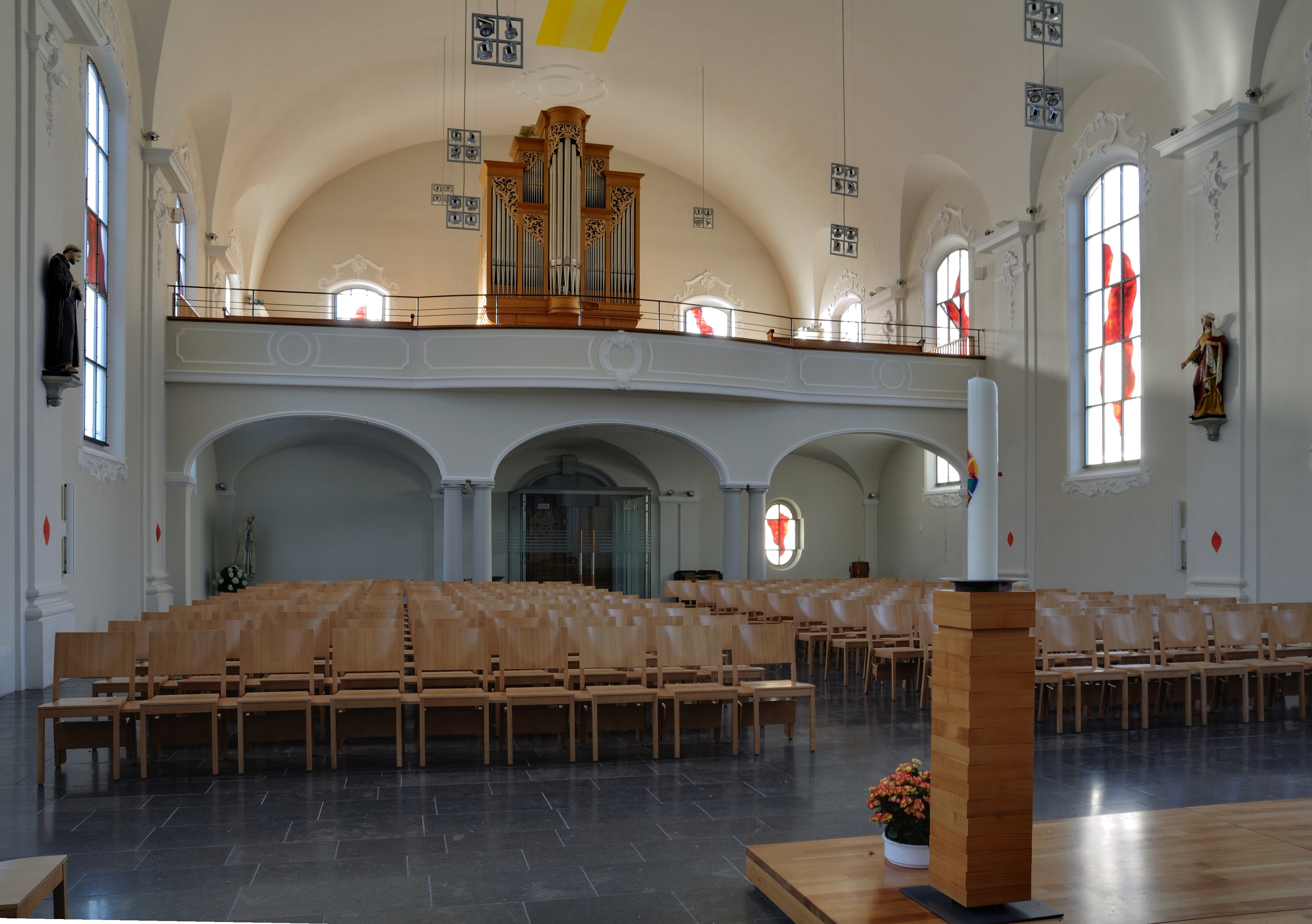
Blick ins Langhaus in Richtung Orgelempore

Der helle Innenraum der Kirche wurde 1945 um 14 Kreuzweg-Bilder ergänzt, die der Künstler Peter Valentin Junior aus Offenburg malte. Das Licht fällt durch zwölf mit Stuckgirlanden verzierte Fenster ins Langhaus. Der Altar wurde von Peter Valentin Senior aus Offenburg geschaffen; das Hauptbild zeigt Jesus Christus. Die Mensa auf einem Podest im Chor und das Tabernakel sind reich verziert. Beidseitig des Altars stehen zwei Seitenaltäre: der linke ist Maria geweiht, der rechte dem Kirchenpatron Josef. Sie wurden von Josef Wagenbrenner (1880–1953) aus Rastatt geschaffen.
Die Orgel auf der Empore über dem Haupteingang erbaute 1930 die Werkstatt von Xaver Mönch aus Überlingen. Sie umfasst zwei Manuale, ein Pedal und 25 Register. Das mit Membranladen und pneumatischer Spiel- und Registertraktur arbeitende Instrument wurde 1981 renoviert.

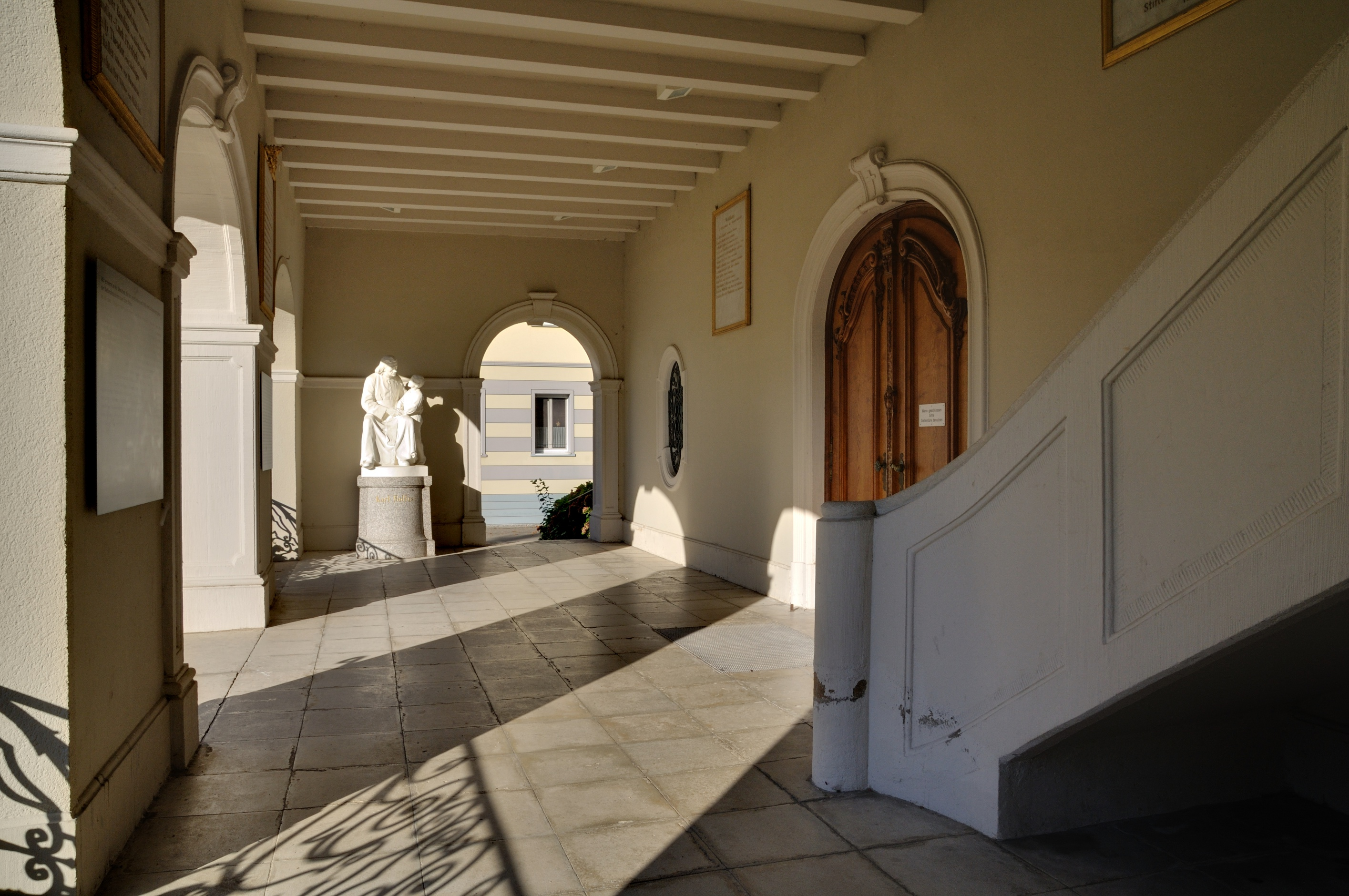
Vorhalle
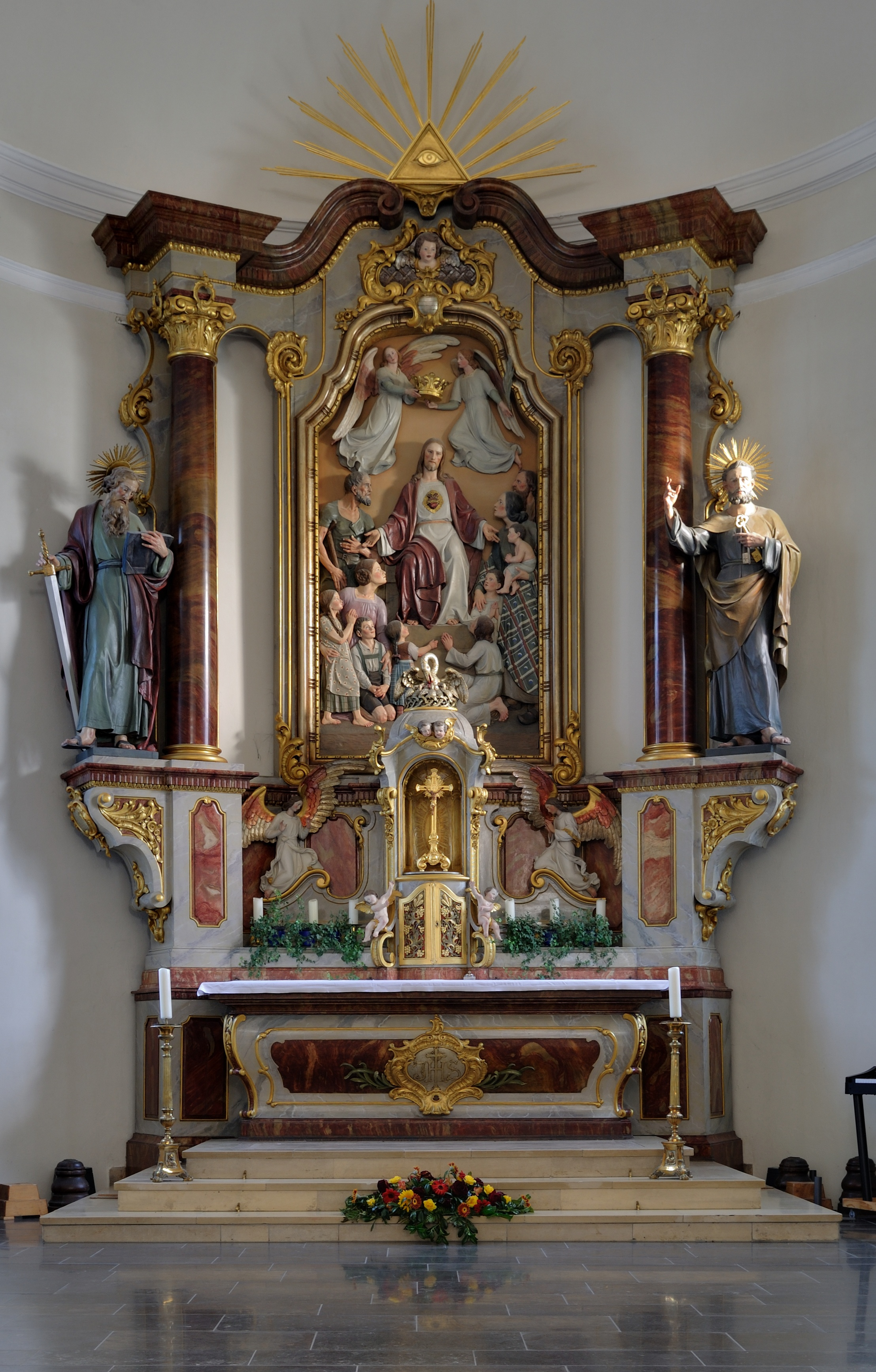
Hochaltar
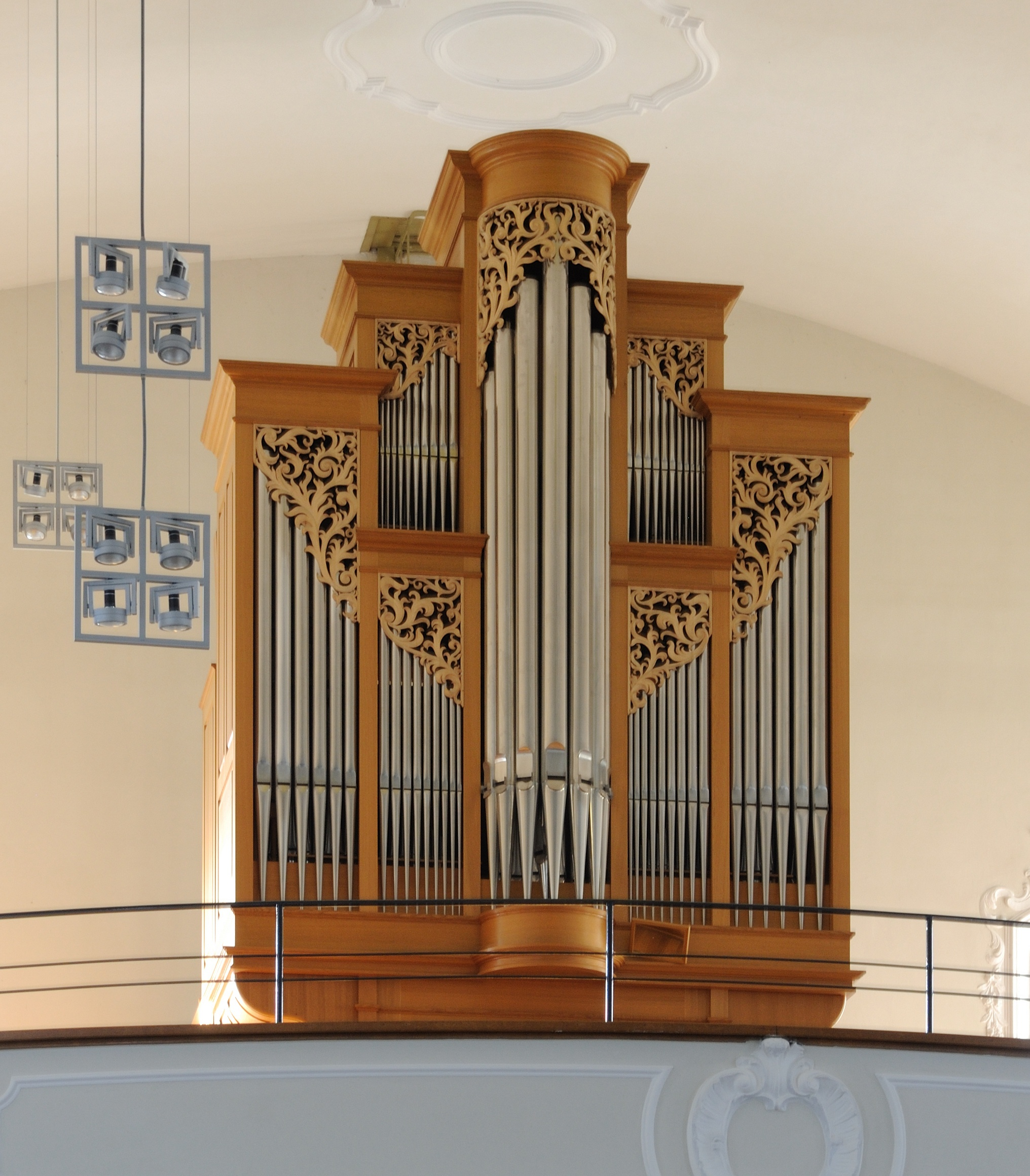
Orgel

### Glocken

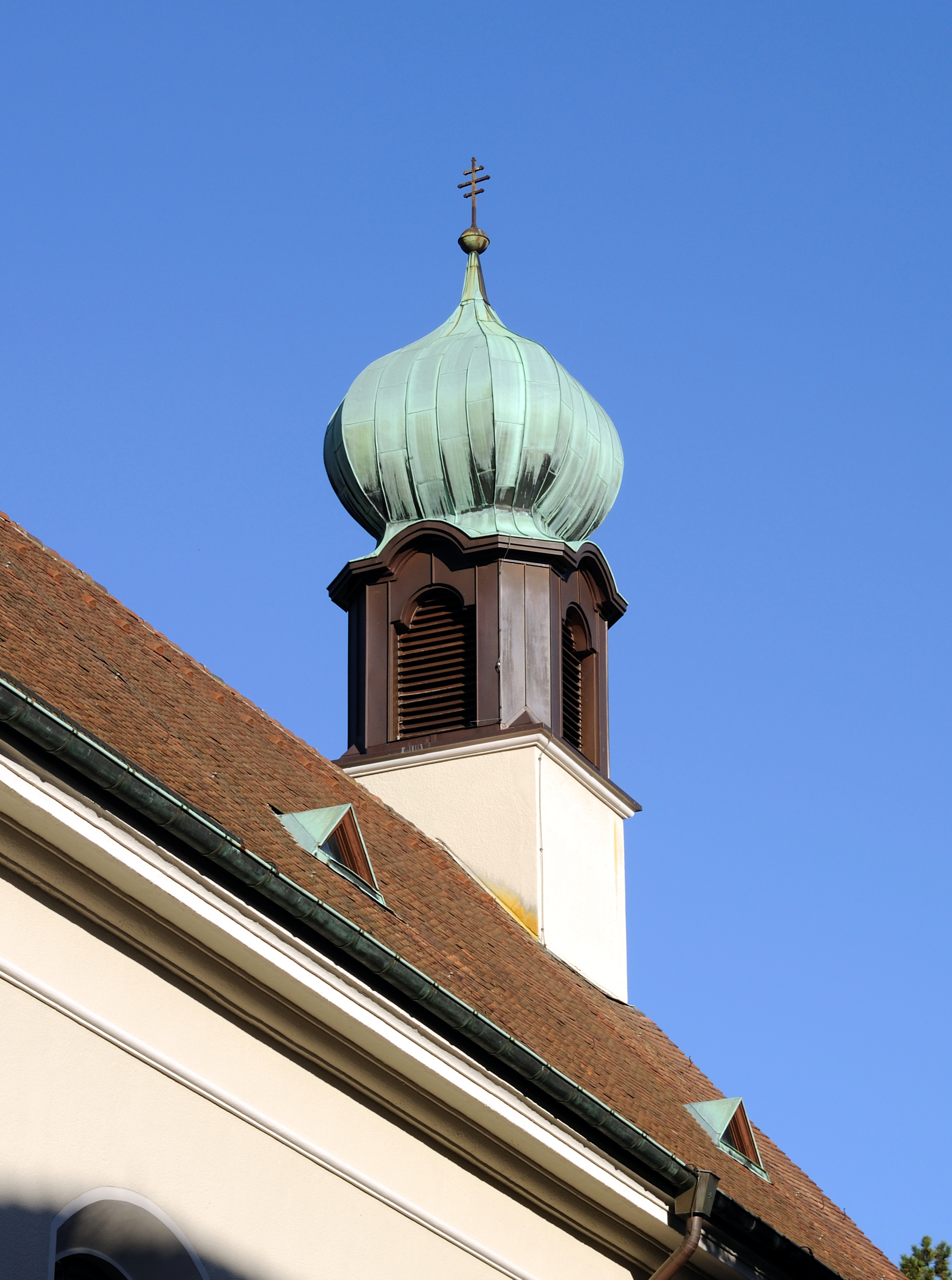
Glockenturm

Das erste Geläut der Glockengießerei Grüninger aus dem Jahr 1928 musste 1941 infolge des Zweiten Weltkrieges abgenommen werden. Die neuen drei Bronzeglocken stammen von der Gießerei Friedrich Wilhelm Schilling aus Hamburg und wurden 1953 hergestellt.
| Nr. | Name              | Nominal |
| 1   | Marienglocke      | cis′′   |
| 2   | Josefsglocke      | e′′     |
| 3   | Schutzengelglocke | fis′′   |